# Alick Isaacs
Alick Isaacs (Glasgow, 17 luglio 1921 – Londra, 26 gennaio 1967) è stato un virologo e medico britannico.
Laureato con lode presso la Facoltà di Medicina e Chirurgia dell'Università di Glasgow, ha lavorato presso il Walter and Eliza Hall Institute di Melbourne sotto la guida del futuro Premio Nobel per la medicina Frank Macfarlane Burnet. In collaborazione con i colleghi Jean Lindenmann, Derek Burke e Robin Valentine, svolse un intenso lavoro di ricerca sull'interferenza dei virus influenzali.
Nel 1957, insieme al suo collega svizzero Jean Lindenmann, scoprì l'interferone.

## Biografia

### Le origini
Alick Isaacs nacque a Glasgow nel luglio del 1921, da genitori di origini tedesche, lituane e inglesi. Il suo cognome deriva dal nonno Barnet Galinsky il quale, vissuto nell'epoca dell'oppressione antisemita che nel 1800 imperversava in Lituania, fu costretto ad immigrare in Inghilterra ove si presentò come "Barnet, figlio di Israele", ricevendo così il cognome inglese "Isaacs". I genitori, Luois Isaacs e Rosine Lion, si sposarono nel 1920 a Londra trasferendosi, dopo il matrimonio, da Kilmarnoch a Glasgow. Il padre di Alick, date le proprie origini modeste, crebbe con il desiderio di migliorare la posizione sociale della propria famiglia, indirizzando i figli verso le migliori professioni, specialmente quella medica. Primogenito di quattro figli, fin dai primi anni dell'adolescenza provò grande fascino per la figura del medico, tanto da desiderare di non fare altro se non quello. Alick ricevette una solida educazione secondo la tradizione scozzese, frequentando la scuola "Pollokshields" di Glasgow, ove studiò il francese ed il latino e incrementò le proprie conoscenze nelle arti chimiche e fisiche. Pur non avendo basi di biologia, coltivò i propri interessi iscrivendosi a Club culturali e leggendo, da fervente appassionato, ricerche scientifiche e storie di guarigioni. Sin dall'adolescenza, coltivò molteplici interessi oltre la lettura, tra cui la musica, il tennis e gli scacchi, facendo trasparire doti, quali l'acume e la concentrazione, che avrebbero distinto il futuro scienziato. Come suggerito dalle proprie origini, Alick frequentava la Sinagoga, oltre che i corsi di ebraico, sviluppando dunque, una conoscenza approfondita del Giudaismo.

### Gli anni universitari
Nel 1939, allo scoppio della Seconda guerra mondiale, i genitori del giovane Alick si trasferirono a Kilmarnock. Alick, rimasto a Glasgow con uno zio, si iscrisse all'Università presso la facoltà di Medicina e Chirurgia, laureandosi con Lode nel 1944. Ricevette sin dai primi anni diversi riconoscimenti accademici, tra cui la "Medaglia John Hunter" in medicina clinica e la "borsa di studio Lorimer" in Fisiologia. Alick mosse i primi passi da medico frequentando il Western Infirmary, ospedale universitario ad ovest di Glasgow; il giovane medico non restò, tuttavia, particolarmente attratto dal lato clinico della medicina, preferendo rivolgere la propria conoscenza sulla ricerca. Iniziò così la carriera da ricercatore, lavorando dal 1945 al 1947, presso il dipartimento di batteriologia di Glasgow dove incontrerà il Professor Carl Browning, per il quale conserverà grande affetto e ammirazione. I primi contributi di Isaacs alla letteratura scientifica, riguardarono i batteri in particolare gli Streptococchi. Il più degno di nota fu uno studio su un test per differenziare gli Enterococchi dai Micrococchi; egli infatti si rese conto che gli enterococchi non producevano catalasi, diversamente da quanto fatto da micrococchi e stafilococchi, riuscendo quindi a differenziarli.

### I primi studi sulla Virologia e gli anni a Melbourne
Alick dimostrò, sin da subito, le proprie abilità in campo scientifico, tanto che nel 1947 ottenne una borsa di studio dal Medical Research Council ed andò a lavorare per il Professor Stuart Harris presso l’Università di Sheffield. Qui Alick iniziò gli studi riguardanti il virus dell’influenza, a cui dedicò quasi tutta la propria vita lavorativa. Come disse infatti, Christopher Howard Andrewes, suo predecessore presso il National Institute for Medical Research (NIMR):
Durante l'anno a Sheffield, Alick scoprì una serie di meccanismi d'azione tra il virus e gli anticorpi diretti, che fecero risvegliare in lui il proprio interesse verso lo studio delle reazioni tra virus e sistema immunitario, che lo avrebbero poi portato alla scoperta dell'Interferone. Era il 1948, quando Isaacs ottenne la Rockefeller Travelling Fellowship, andando a lavorare sotto la guida del futuro Premio Nobel per la Medicina F. M. Burnet al Walter and Eliza Hall Institute di Melbourne. Il suo primo lavoro con Burnet e altri colleghi trattava delle variazioni cui andavano incontro i virus influenzali in laboratorio e la loro base genetica. Negli anni seguenti Isaacs, affascinato dal fenomeno dell'Interferenza virale, iniziò diversi studi al riguardo, producendo una serie di articoli in cui venivano descritti i fattori da cui tale fenomeno dipendesse e la relazione tra il virus dell'Influenza e la risposta immunitaria.

### La Direzione del "World Influenza Centre"
Nel 1951 Isaacs tornò in Gran Bretagna per lavorare al National Institute for Medical Research, presso il laboratorio del World Influenza Centre di Londra, uno dei sei centri mondiali supervisionati dall'Organizzazione Mondiale della Sanità responsabili dell'analisi dei virus influenzali. Isaacs, successore del Dott. C. M. Chu alla guida del centro, fu chiamato a raccogliere i nuovi ceppi virali provenienti da tutto il mondo, studiarne la composizione antigenica e scoprire come nuovi cluster si diffondessero in tutto il mondo. Egli aveva già avuto una simile esperienza, grazie ad uno studio condotto in Australia, riguardo ad un'epidemia di influenza che aveva colpito Ocean Island nel Pacifico. Isaacs, anticipando i concetti di deriva genetica, avanzò l'ipotesi che i virus influenzali potessero dare vita a ceppi virali diversi. Da qui egli fornì la prova che i virus, che avevano raggiunto la Gran Bretagna fossero di due origini. I ceppi scandinavi, provenienti dal Mare del Nord, apparentemente sorti come riattivazioni di infezione dormiente dall'inverno precedente e predominanti, e i cosiddetti ceppi di Liverpool probabilmente giunti dall'emisfero meridionale. Per diverso tempo Alick fu impegnato nello studio dei casi di influenza e, proprio le ricerche sui virus influenzali gli valsero, nel 1954, l'onore di ricevere la prestigiosa Medaglia d'oro di Bellahouston. Nel 1954, Alick lasciò la direzione del centro al Dott.H.G.Pereira, pur continuando a collaborare agli studi sulla struttura delle particelle influenzali con i microscopisti del Mill Hill Institute, Heather Donald e R. G. Valentine.

### La scoperta della "Molecola"
Il fenomeno dell'interferenza, per cui in cellule già infettate da un agente virale era inibita la replicazione di qualunque altro virus, era già noto sin dal 1940. Era l'estate del 1956 quando Isaacs incontra per la prima volta Jean Lindenmann, giovane medico batteriologo, borsista dell'Accademia svizzera. Entrambi erano interessati al fenomeno dell'interferenza ed anzi Lindenmann affermerà che era stato proprio l'articolo di Alick, pubblicato su una rivista australiana, ad aver risvegliato in lui l'interesse per l'interferenza. La ricerca dell'interferone nacque mentre si saggiava la risposta ad un'altra analisi perché, se era chiaro il fenomeno dell'interferenza, era ancora poco chiaro da cosa fosse causata. Dalla collaborazione di Isaacs e Lindenmann insieme a Burke e Valentine, nacque una ricerca su frammenti di membrana corio allantoica di uova di pollo. Le membrane venivano trattate con virus dell'influenza inattivato con raggi UV, che quindi poteva interferire senza moltiplicarsi, ed in secondo tempo messe in coltura con il virus attivato per saggiarne l'attività interferente. I risultati furono sorprendenti per gli stessi autori che in un articolo scrivevano:
Lindenmann e Isaacs scoprirono che se inattivavano il virus e lo inoculavano in cellule sane, quelle cellule diventavano resistenti ad ulteriori infezioni da virus vivi; questo grazie alle secrezione di una sostanza che bloccava le future infezioni virali, sostanza che loro chiamarono Interferone.

### L'interferone
L'interferone è una molecola capace di proteggere cellule già infette, da ulteriori infezioni inibendo la crescita virale e la moltiplicazione cellulare. È una citochina che viene prodotta dall'organismo come segnale cellulare di avvenuta infezione. L'interferone impedisce alle cellule di dividersi e diffondersi, il che lo rende importante nella lotta contro i tumori oltre che nella cura di diverse patologie quali l'epatite o la sclerosi multipla.

### Gli ultimi anni
Nel giugno 1961 Isaacs salì a capo della Divisione di Batteriologia e Ricerca sui Virus, presso l'Istituto Nazionale per la Ricerca medica, continuando gli studi sull'interferone. Nel 1962 l'Università Cattolica di Lovanio in Belgio gli conferì una laurea honoris causa in medicina. Nel 1966 venne eletto Fellow (FRS) dalla Royal Society. Isaacs fu sostituito, prematuramente, a capo dell'Istituto che presiedeva dal collega H.G.Pereira a causa di un emangioma che lo colpì, causandogli diversi episodi di profondo disturbo mentale. La mente del grande scienziato si spense il 26 gennaio 1967, a distanza di un anno dalla nomina a Fellow For Royal Society, quando morì a causa di una emorragia intracranica.
Molti di coloro che hanno lavorato con Alick Isaacs testimoniarono il suo "entusiasmo contagioso, ma anche il suo coraggio nel difendere le proprie tesi". I suoi colleghi scrissero:
(H. G. Pereira)
(J. Lindenmann)

### Vita privata
A parte il suo lavoro, Isaacs trasse grande piacere dalla musica e per diversi anni frequentò corsi serali di archeologia. Ma il suo interesse principale lontano dal laboratorio è sempre stata la sua famiglia. Isaacs conobbe, durante il suo anno a Sheffield, Susanna Gordon. I due si sposarono a Melbourne nel 1949. Susanna iniziò la sua carriera come pediatra, divenendo in seguito una psichiatra infantile di successo. Dalla loro unione nacquero nel 1950 due gemelli, e una figlia nel 1953, per cui tutti sapevano che avesse un'enorme devozione e ammirazione.

## Pubblicazioni
Nel corso della sua carriera, Alick Isaacs ha pubblicato più di 110 pubblicazioni scientifiche. Tra le opere più importanti vi sono una serie di sei articoli sull'interferenza scritti insieme a Margaret Edney e pubblicati tra il 1950 e il 1951, tra i quali spicca il secondo in cui Isaacs scriveva:
Alcune delle sue note di laboratorio, di cui detto sopra, si conservano presso la Biblioteca Nazionale di Medicina a Bethesda, Maryland.